# The Thoughts of Emerlist Davjack
Albums de The Nice
Ars Longa Vita Brevis
(1968)
The Thoughts of Emerlist Davjack est le premier album du groupe britannique de rock The Nice. Il est sorti en 1968 sur le label Immediate Records.
Il est généralement considéré comme l'un des albums précurseurs du rock progressif. Le « Emerlist Davjack » du titre est un mot-valise composé à partir du nom de famille des quatre musiciens du groupe. 
The Cry of Eugene est reprise en 1970 dans de nouveaux arrangements sur le premier album de Jackson Heights, groupe formé par l'ancien bassiste des Nice Lee Jackson.

## Fiche technique

### Chansons

#### Album original
Dans la version originale de l'album, toutes les chansons étaient créditées à « Emerlist Davjack ».
| 1. | Flower King of Flies             | Keith Emerson, Lee Jackson                                            | 3:19 |
| 2. | The Thoughts of Emerlist Davjack | Keith Emerson, David O'List                                           | 2:49 |
| 3. | Bonnie K                         | Lee Jackson, David O'List                                             | 3:24 |
| 4. | Rondo                            | Dave Brubeck, Keith Emerson, David O'List, Brian Davison, Lee Jackson | 8:22 |

| 5. | War and Peace      | Keith Emerson, David O'List, Brian Davison, Lee Jackson | 5:13 |
| 6. | Tantalising Maggie | Keith Emerson, Lee Jackson                              | 4:35 |
| 7. | Dawn               | Brian Davison, Keith Emerson, Lee Jackson               | 5:17 |
| 8. | The Cry of Eugene  | Keith Emerson, Lee Jackson, David O'List                | 4:36 |

#### Rééditions
The Thoughts of Emerlist Davjack a été réédité au format CD en 1999 par Repertoire Records avec cinq chansons supplémentaires.
| 9.  | The Thoughts of Emerlist Davjack (version single) | Keith Emerson, David O'List                                                    | 2:48 |
| 10. | Azrial (Angel of Death)                           | Keith Emerson, Lee Jackson                                                     | 3:44 |
| 11. | America (version instrumentale)                   | Leonard Bernstein, Stephen Sondheim, Keith Emerson, Brian Davison, Lee Jackson | 6:18 |
| 12. | The Diamond Hard Blue Apples of the Moon          | Brian Davison, Lee Jackson                                                     | 2:47 |
| 13. | America (version single)                          | Leonard Bernstein, Stephen Sondheim, Keith Emerson, Brian Davison, Lee Jackson | 3:55 |

### Musiciens

#### The Nice
- Keith Emerson : orgue, piano, clavecin, chœurs
- Lee Jackson : basse, chant
- David O'List : guitare, trompette, chœurs
- Brian Davison : batterie, percussions

#### Musicien supplémentaire
- Billy Nicholls : chœurs sur The Thoughts of Emerlist Davjack (non crédité)

### Équipe technique
- « Emerlist Davjack » : production
- Derek Burton : conception de la pochette
- Gered Mankowitz : photographie